# Tygodnik Polski Poświęcony Włościanom
„Tygodnik Polski Poświęcony Włościanom” – pierwsza polska gazeta wydawana na Górnym Śląsku w Pszczynie w latach 1845–1846.

## Historia
Tygodnik został założony przez Niemca z Nysy Karola Beniamina Feistla. Wydawcą był burmistrz Pszczyny, dziennikarz, Christian Schemmel (1807–1862). Pierwszy numer ukazał się 5 lipca 1845.
W Tygodniku pisali między innymi Józef Lompa, Jan Dzierżoń, pastor Robert Fiedler i botanik pastor Karol Kotschy.
Drukowano fragmenty dzieł Ignacego Krasickiego i Franciszka Karpińskiego. Zamieszczano też przedruki z gazet polskich i niemieckich.